# Clavis Films
Clavis Films est une société de production et de distribution cinématographique française. Créée en 1958 par Lucy Ulrich, elle a notamment produit L'Enclos d'Armand Gatti en 1961 et La Sainte Famille de Pierre Koralnik en 1973.
La société est dirigée depuis 2002 par Simon Shandor, acteur et réalisateur d'origine hongroise, lequel a réorienté ses activités vers la promotion et la diffusion du patrimoine cinématographique d'Europe centrale vers le public francophone. Les cinéastes concernés sont principalement d'origine hongroise ; il s'agit entre autres de Miklós Jancsó, Károly Makk, Zoltán Fábri, Péter Bacsó ou encore Béla Tarr.

## Activités

### Films produits
- 1961 : L'Enclos (Armand Gatti)
- 1974 : Jérusalem (Lucy Ulrich)
- 1975 : La Chasse au diable (Pierre Koralnik)
- 2004 : On m'appelle Bonnie (Krisztina Deák)
- 2005 : BOÏ le Patchivalo (Simon Shandor et Georges Klein[Lequel ?])
- 2008 : Tombé d'une étoile (Xavier Deluc)

### Films distribués en salle
- 2007 : Dallas Pashamende (Robert-Adrian Pejo, 2005)
- 2014 : L'Enclos (Armand Gatti, 1961)
- 2015 : Les Sans-Espoir (Miklós Jancsó, 1966)
- 2016 : Amour (Károly Makk, 1971)